# Hilongos
Hilongos is een gemeente in de Filipijnse provincie Leyte op het eiland Leyte. Bij de laatste census in 2007 had de gemeente bijna 54 duizend inwoners.

## Geografie

### Bestuurlijke indeling
Hilongos is onderverdeeld in de volgende 51 barangays:
| - Agutayan - Atabay - Baas - Bagong Lipunan - Bagumbayan - Baliw - Bantigue - Bon-ot - Bung-aw - Cacao - Campina - Catandog 1 - Catandog 2 | - Central Barangay - Concepcion - Eastern Barangay - Hampangan - Himo-aw - Hitudpan - Imelda Marcos - Kang-iras - Kangha-as - Lamak - Libertad - Liberty - Lunang | - Magnangoy - Manaul - Marangog - Matapay - Naval - Owak - Pa-a - Pontod - Proteccion - San Agustin - San Antonio - San Isidro - San Juan | - San Roque - Santa Cruz - Santa Margarita - Santo Niño - Tabunok - Tagnate - Talisay - Tambis - Tejero - Tuguipa - Utanan - Western Barangay |

## Demografie
Hilongos had bij de census van 2007 een inwoneraantal van 53.911 mensen. Dit zijn 2.449 mensen (4,8%) meer dan bij de vorige census van 2000. De gemiddelde jaarlijkse groei komt daarmee uit op 0,64%, hetgeen lager is dan het landelijk jaarlijks gemiddelde over deze periode (2,04%). Vergeleken met de census van 1995 is het aantal mensen met 3.167 (6,2%) toegenomen.

De bevolkingsdichtheid van Hilongos was ten tijde van de laatste census, met 53.911 inwoners op 192,92 km², 279,4 mensen per km².